# Tom Sawyer (film, 1930)
Pour les articles homonymes, voir Tom Sawyer (homonymie).
Pour plus de détails, voir Fiche technique et Distribution.
Tom Sawyer est un film américain réalisé par John Cromwell, sorti en 1930, avec Jackie Coogan dans le rôle principal.
C'est la troisième adaptation du roman de Mark Twain, après les versions sorties en 1907 et 1917.

## Synopsis
Le film est une adaptation du célèbre roman de Mark Twain.

## Fiche technique
- Réalisation : John Cromwell
- Scénario :  Grover Jones, William Slavens McNutt, d'après Les Aventures de Tom Sawyer de Mark Twain
- Production : Paramount Pictures
- Lieu de tournage : Californie
- Image : Charles Lang
- Montage : Alyson Shaffer
- Durée : 86 minutes
- Date de sortie : 19 décembre 1930

## Distribution
- Jackie Coogan : Tom Sawyer
- Junior Durkin : Huckleberry Finn
- Mitzi Green : Becky Thatcher
- Tully Marshall : Muff Potter
- Clara Blandick : Tante Polly
- Ethel Wales : Mme Harper
- Dick Winslow : Joe Harper
- Jane Darwell : Veuve Douglas
- Charles Stevens : Injun Joe
- Lon Poff : Juge Thatcher
- Jackie Searl : Sidney Sawyer